# Nationalpark Kozara
Der Nationalpark Kozara ist einer von vier Nationalparks in Bosnien und Herzegowina. Er liegt zwischen den Flüssen Una, Sana, Save und Vrbas in der Gemeinde Prijedor bei der Ortschaft Kozarac in der Republika Srpska. Er wurde 1967 durch den damaligen Präsidenten Jugoslawiens Josip Broz Tito gegründet.

## Geographie
Der Park liegt in der Nähe der Gemeinde Prijedor und besteht aus einem Mittelgebirge. Das Gebirge bildet südlich der Donau die Ausläufer des Karpatenbogens. Am Fuße des Nationalparks befindet sich das Städtchen Kozarac, eine muslimische Enklave in diesem serbischen Teil Bosnien-Herzegowinas.
Die Region Kozara ist ein beliebtes Jagdgebiet, mit einer auf 180 Quadratkilometern offen geregelten Jagd auf Rehe, Fasane, Füchse, Wildschweine, Hasen und Enten. Davon entfallen 33,75 Quadratkilometer auf den Nationalpark mit den dichten Wäldern und hügeligen Wiesen, der den Spitznamen „Grüne Schönheit der Krajina“ trägt.
Ein kleinerer Teil des Parks ist für Naturliebhaber gekennzeichnet. Spazierengehen, Wandern, Radfahren und Kräutersammeln sind einige der vielen möglichen Aktivitäten.

## Geschichte
Die Kozara war Schauplatz erbitterter Kämpfe im Zweiten Weltkrieg. Die sogenannte Kozara-Offensive, eine Propaganda-Bezeichnung der Wehrmacht, die als Teil der deutschen Operation West-Bosnien anfing, traf auf jugoslawische Partisanen, die anfänglich nur 3.000 Mann stark waren. Auch kämpften die Partisanen Titos gegen die kroatischen Ustascha-Miliz. Die Operation fand nach dem rigorosen Balkanfeldzug statt.
Im Park wurde von 1971 bis 1972 das Denkmal für die Revolution (serbokroatisch Spomenik Revoluciji) des jugoslawischen Bildhauers Dušan Džamonja errichtet. Hier wird an eine der größten Schlachten im damaligen Jugoslawien während des Zweiten Weltkriegs erinnert.